# De Vloedlijn
De Vloedlijn is een school voor buitengewoon lager onderwijs in West-Vlaanderen, België.

## Bestuur
De inrichtende macht is het Vlaamse Gemeenschapsonderwijs. De school valt onder Scholengroep Stroom en voorziet binnen deze scholengroep als enige instelling BuBao onderwijs en ontwikkelingsbegeleiding voor kinderen van type basisaanbod (licht mentale handicap of voormalig type 1 en ernstige leerstoornissen of voormalig type 8), type 2 (matige tot ernstige mentale handicap), type 3 (sociaal - emotionele - en gedragsstoornissen) en type 9 (ASS).

### Dagelijks bestuur
Noel Tetaert ( - 2004)
Johnny Borny (2004 - 2018)
Ann Hindryckx (2018 - 2022)
Franky Douvere (Wnd. Directeur Feb. 2022 - Aug. 2023)
Jessie De Craecker (Vervangend Directeur Sep. 2023 - Okt. 2023)
Stijn Baillieu (Wnd. Directeur Nov. 2023 - )

## Vestigingsplaatsen
In 2016 bestaat de school uit drie onderwijsvestigingsplaatsen, Oostende en De Haan en Eernegem. In De Haan bevindt zich het internaat van het MPI en bovendien is aan de school het IPO verbonden. De vestigingsplaats Eernegem werd geopend op 1 september 2007. Dit om de doelgroep te vergroten, maar vooral om leerlingen dichter bij huis onderwijs te bieden. Dit schooljaar ging het M-decreet van kracht waardoor voor leerlingen binnen het type basisaanbod er een tweejaarlijkse evaluatie plaatsvindt die beslist of het kind al dan niet verder in het buitengewoon onderwijs les dient te volgen dan wel de stap terug naar het reguliere onderwijs kan maken. Deze indeling in types werd ter discussie gesteld. Daarom heeft de school zich gedurende de voorbije jaren sterk gespecialiseerd in ASS en sociaal - emotionele en gedragsproblemen.
In september 2022 werd de vestigingsplaats De Haan (Het Internaat Huis aan Zee en het IPO) afgesplitst van het MPI De Vloedlijn, hierdoor is de instelling niet langer een MPI maar een school voor Buitengewoon Basisonderwijs (BuBao) met 2 vestigingsplaatsen (De Vloedlijn Oostende en De Zandkorrel Eernegem)
Het internaat en het IPO werden overgenomen door MPI De Kaproenen (Scholengroep Impact).